# Momence, Illinois
Momence là một thành phố thuộc quận Kankakee, tiểu bang Illinois, Hoa Kỳ. Năm 2010, dân số của thành phố này là 3310 người.

## Dân số
Dân số qua các năm:
- Năm 2000: 3171 người.
- Năm 2010: 3310 người.